# صاعقة

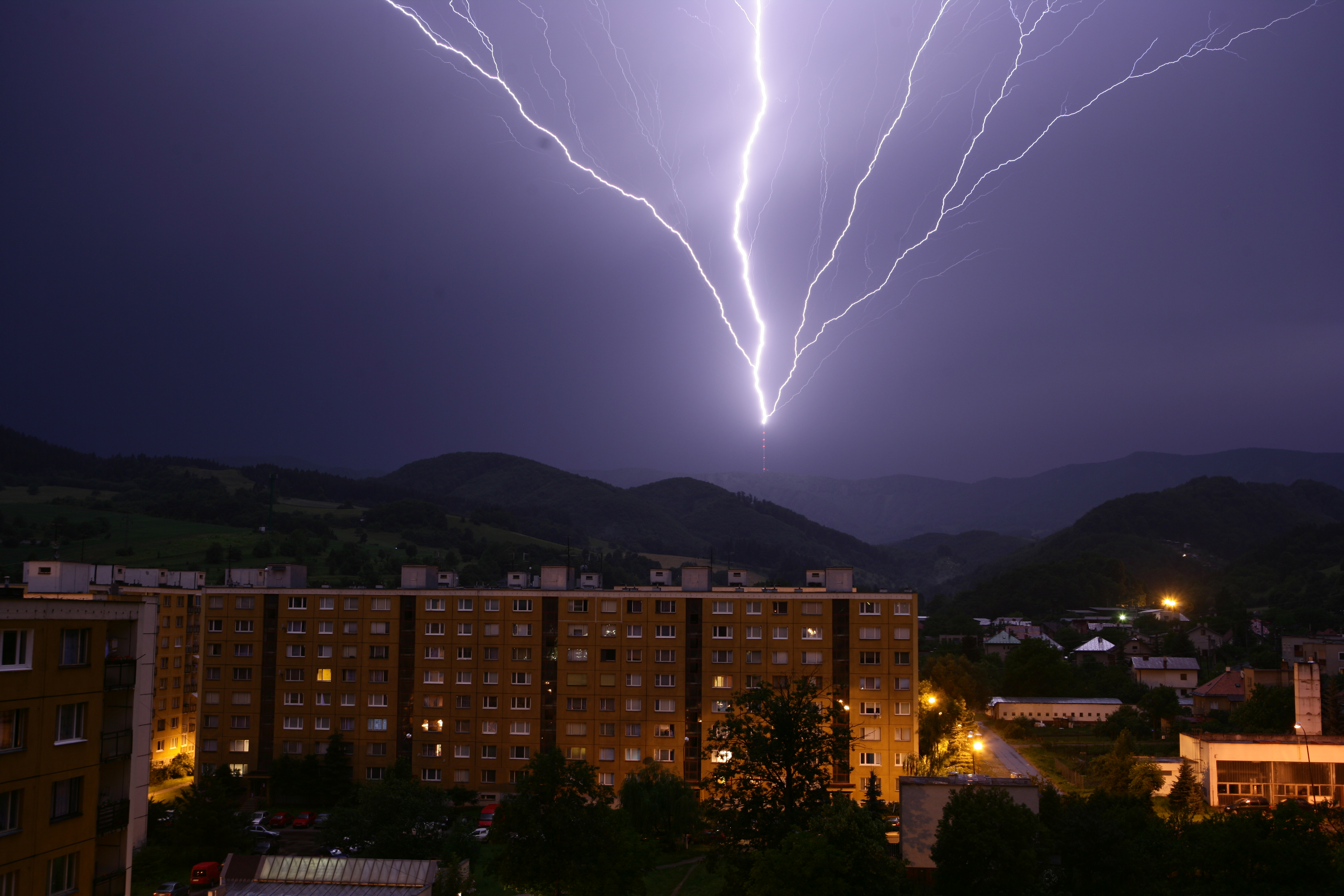
البرق يضرب مدينة بانسكا بيستريتسا في سلوفاكيا.

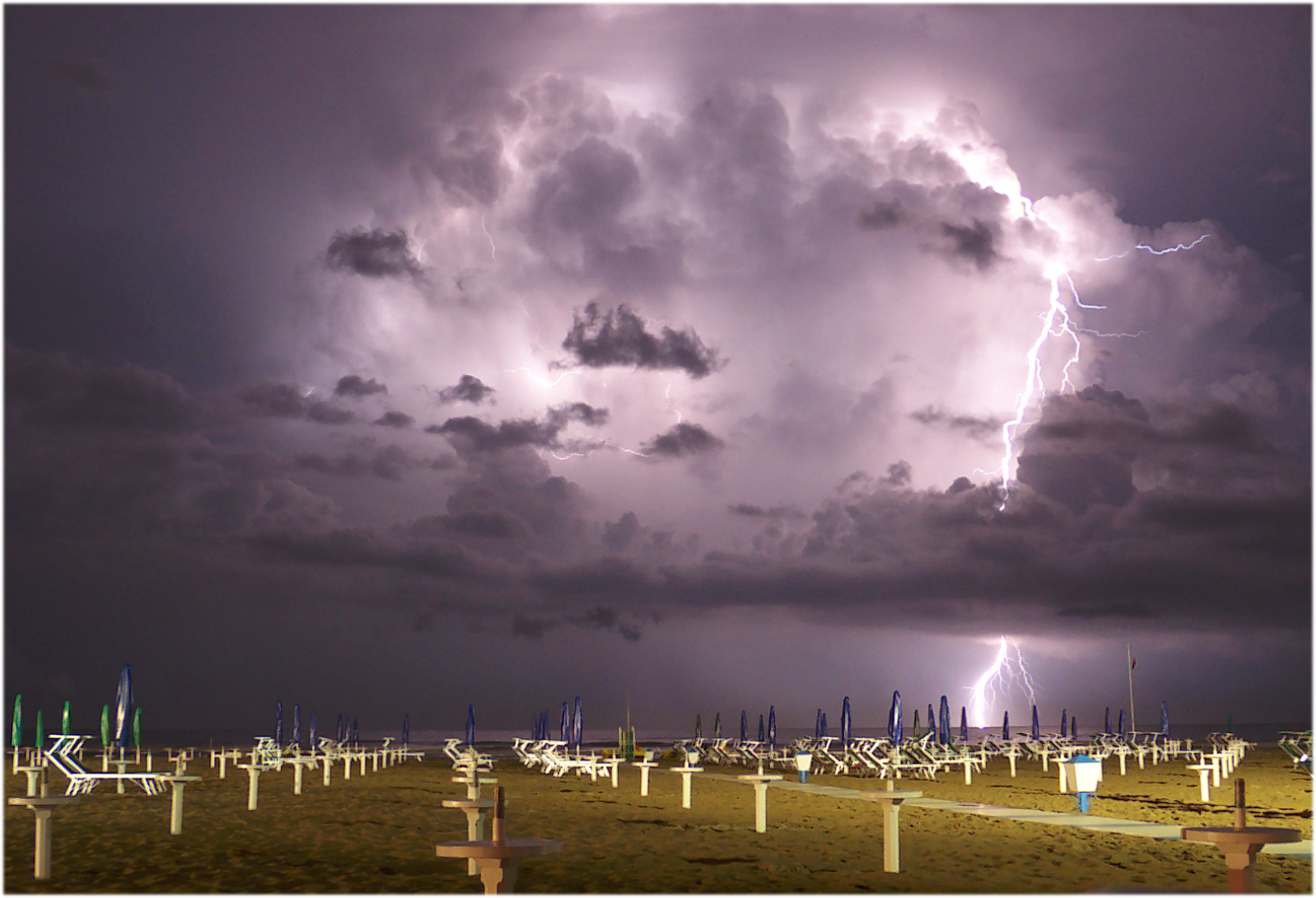
البرق فوق مدينة رمني بإيطاليا.

الصاعقة تحدث عندما يكون التفريغ الكهربائي بين أسفل السحابة ذات الشحنات السالبة مع الشحنات الموجبة على سطح الأرض وما عليه من أجسام مما يؤدي إلى حدوث وميض يمتد من الأرض إلى أعلى يسمى البرق، كما أن هذا الضوء يعقبه صوتٌ عالٍ قادم من السماء وهو ما يسمى الرعد.

## طريقة الوقاية

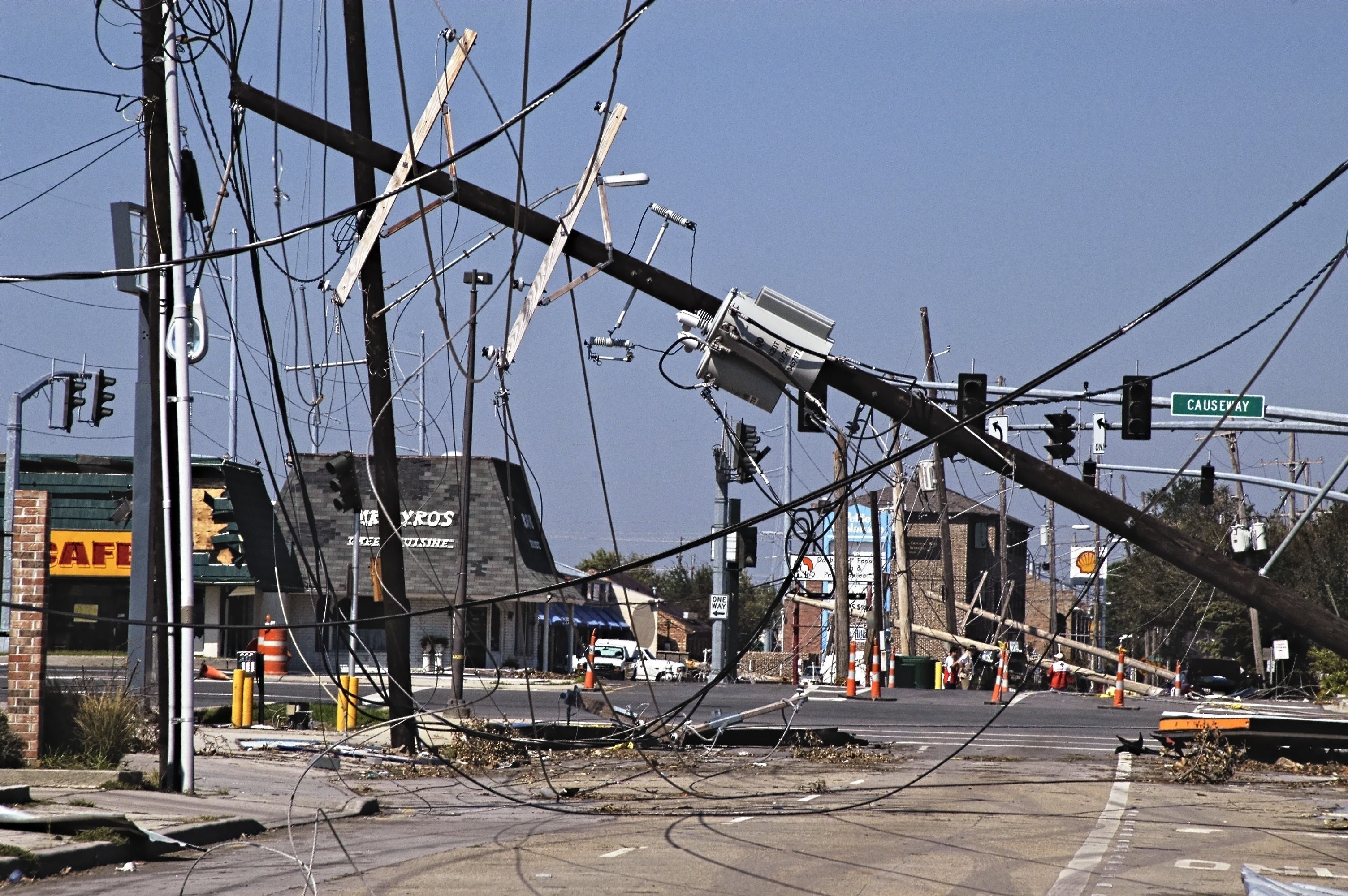
جهد بين الرجلين: سقوط كابلات كهربائية من جراء إعصار, الاقتراب من نقطة تلامس الكابل مع الأرض تشكل خطرا على المقترب منها بسبب تشكل فرقا في الجهد الكهربائي بين الرجلين.

أحيانا يفاجئ البرق الإنسان في الخلاء، في تلك الحالة يجب الاحتراس من هذا الخطر. الطريقة هي منع سريان التيار في الجسم عندما يضرب البرق على الأرض بالقرب من الإنسان، ويتم ذلك بضم الرجلين فيكون تلامس الرجلين في نقطة واحدة. ففي منطقة توزيع الجهد الكهربائي الناتج من البرق يكون الوقوف بقدمين مضمومين هو أسلم الطرق. ولذلك يجب ضم الرجلين عند حدوث البرق والجلوس القرفصاء (لكي لا يجذب المرء البرق إليه)؛ ولكن لا يجب الجلوس على الأرض أو الاستلقاء - وإلا فإن الإنسان يعرض نفسه للموت إذا ضرب البرق بالقرب منه. كذلك عدم الوقوف تحت شجرة فهذا أيضا خطير إذ تجذب الشجرة البرق ومنها إلى الشخص الواقف تحتها.
وإذا كان المرء في المياه على الشاطئ فيجب الخروج من البحر بأسرع وقت، إذ تشكل الرأس البارزة فوق سطح الماء نقطة جاذبة للبرق.

## اقرأ أيضاً
- أخطار الكهرباء
- جهد بين الرجلين
- شكل ليشتنبرغ